# Out of Exile
Out of Exile —en español: Fuera de exilio— es el segundo álbum de la banda estadounidense de hard rock Audioslave, publicado el 23 de mayo de 2005 en Europa y un día después en los Estados Unidos. Es el único álbum de la formación en alcanzar el primer puesto en las listas de éxitos estadounidenses, extrayéndose cuatro sencillos: "Be Yourself", "Your Time Has Come", "Doesn't Remind Me" y "Out of Exile".
El disco fue recibido cálidamente por la crítica, al considerar que la banda estaba buscando definir su propio sonido, separándose de las bandas de las que provenían sus miembros (Rage Against the Machine y Soundgarden).
"Doesn't Remind Me" fue nominada en los premios Grammy de 2006 en la categoría de "Mejor interpretación de hard rock".
"Your Time Has Come" se utilizó como track del juego flatout 2.

## Lista de canciones
Toda la música compuesta por Audioslave, todas las letras escritas por Chris Cornell.
1. "Your Time Has Come" – 4:15
2. "Out of Exile" – 4:51
3. "Be Yourself" – 4:39
4. "Doesn't Remind Me" – 4:15
5. "Drown Me Slowly" – 3:53
6. "Heaven's Dead" – 4:36
7. "The Worm" – 3:57
8. "Man or Animal" – 3:53
9. "Yesterday to Tomorrow" – 4:33
10. "Dandelion" – 4:38
11. "#1 Zero" – 4:59
12. "The Curse" – 5:09
13. "Super Stupid" (cover a Funkadelic) (bonus track japonés) – 3:27
14. "Like a Stone" (directo) (bonus track de Japón y Reino Unido) – 4:24

- Datos: Q431644